# I Ain’t Worried
„I Ain’t Worried” – utwór amerykańskiego zespołu OneRepublic, który został wydany 13 maja 2022 jako singel promujący film Top Gun: Maverick. Piosenka znalazła się na ścieżce dźwiękowej Top Gun: Maverick (Music From The Motion Picture). Piosenka znalazła się także na szóstym albumie studyjnym grupy, Artificial Paradise (2024). 

## Promocja utworu oraz teledysk
Utwór został wydany 13 maja 2022 jako snigel promujący film z Tomem Cruise’em Top Gun: Maverick (sequel filmu z 1986 roku Top Gun). „I Ain't Worried” to drugi singel promujący ścieżkę dźwiękową Top Gun: Maverick (Music From The Motion Picture), pierwszym był utwór „Hold My Hand” Lady Gagi.
Teledysk do utworu ukazał się 13 maja 2022 roku i zawiera sceny z filmu Top Gun: Maverick. Klip wyreżyserował Issac Rentz.
Zespół wykonał utwór na żywo po raz pierwszy 28 maja 2022 w programie The Tonight Show Starring Jimmy Fallon. 15 lipca zespół pojawił się w programie ABC Good Morning America w ramach serii Summer Concert. Ponadto utwór znalazł się na setliście letniej trasy koncertowej zespołu Never Ending Summer Tour (2022).

## Pozycje na listach i certyfikaty

### Notowania tygodniowe
| Notowanie (2022)                                 | Najwyższa pozycja |
| ------------------------------------------------ | ----------------- |
| Australia (Top 50 Singles)                       | 2                 |
| Austria (Ö3 Austria Top 40)                      | 10                |
| Belgia (Ultratop 50 Singles (Flandria))          | 3                 |
| Belgia (Ultratop 50 Singles (Walonia))           | 1                 |
| Chorwacja (Airplay Radio Chart)                  | 14                |
| Czechy (Singles Digitál Top 100)                 | 2                 |
| Francja (Top Singles & Titres)                   | 7                 |
| Holandia (Single Top 100)                        | 6                 |
| Irlandia (Official Irish Singles Chart Top 50)   | 4                 |
| Islandia (Tónlistinn)                            | 1                 |
| Kanada (Canadian Hot 100)                        | 3                 |
| Liban (Top 20 Charts)                            | 5                 |
| Litwa (Single Top 100)                           | 5                 |
| Łotwa (EHR Top 40)                               | 40                |
| Niemcy (Top Single-Chart)                        | 19                |
| Norwegia (VG-lista)                              | 9                 |
| Nowa Zelandia (Top 40 Singles)                   | 1                 |
| Polska (AirPlay – Top)                           | 5                 |
| Południowa Afryka (Streaming Top 100)            | 10                |
| Portugalia (Singles Top 20)                      | 19                |
| Singapur (RIAS Top Chart)                        | 3                 |
| Słowacja (Single Digital Top 100)                | 6                 |
| Stany Zjednoczone (Billboard Hot 100)            | 6                 |
| Szwajcaria (Singles Top 100)                     | 6                 |
| Szwecja (Veckolista Singlar)                     | 25                |
| Tajwan (Taiwan Songs)                            | 6                 |
| Świat (Billboard Global 200)                     | 5                 |
| Węgry (Single Top 40 slágerlista)                | 6                 |
| Włochy (Top Singoli)                             | 49                |
| Wielka Brytania (Official Singles Chart Top 100) | 3                 |

### Certyfikaty
| Kraj                              | Certyfikat         |
| --------------------------------- | ------------------ |
| Australia (ARIA)                  | 8× platynowa płyta |
| Austria (IFPI Austria)            | platynowa płyta    |
| Belgia (BEA)                      | platynowa płyta    |
| Brazylia (Pro-Música Brasil)      | 3× platynowa płyta |
| Francja (SNEP)                    | diamentowa płyta   |
| Kanada (Music Canada)             | 3× platynowa płyta |
| Niemcy (BMVI)                     | złota płyta        |
| Nowa Zelandia (Recorded Music NZ) | 4× platynowa płyta |
| Polska (ZPAV)                     | 4× platynowa płyta |
| Portugalia (AFP)                  | 4× platynowa płyta |
| Stany Zjednoczone (RIAA)          | platynowa płyta    |
| Szwajcaria (IFPI Switzerland)     | 2× platynowa płyta |
| Szwecja (GLF)                     | platynowa płyta    |
| Wielka Brytania (BPI)             | platynowa płyta    |
| Włochy (FIMI)                     | 2× platynowa płyta |